# فرودگاه بایان‌نور
فرودگاه بایان‌نور (به انگلیسی: Bayannur Airport) یک فرودگاه همگانی است . این فرودگاه در کشور چین قرار دارد .

## شرکت‌های هواپیمایی و مقصدهای پروازی
The airport is served by the following airlines:
| شرکت‌های هواپیمایی      | مقصدهای پروازی                   |
| ---------------------- | -------------------------------- |
| ایر چاینا              | پکن                              |
| چاینا یونایتد ایرلاینز | پکن نانیوان                      |
| شاندونگ ایرلاینز       | کینگدائو لیوتینگ، تیانجین بینهای |
| تیانجین ایرلاینز       | هوهوت بایتا، شی‌آن شیان‌یانگ       |